# Acanthoscurria sternalis
Acanthoscurria sternalis é uma espécie de aranha pertencente à família Theraphosidae (tarântulas).